# Euthelaira inambarica
Euthelaira inambarica är en tvåvingeart som beskrevs av Townsend 1912. Euthelaira inambarica ingår i släktet Euthelaira och familjen parasitflugor.
Artens utbredningsområde är Peru. Inga underarter finns listade i Catalogue of Life.